# Бекелес, Брайан
Бра́йан Анто́нио Бе́келес (род. 28 ноября 1985[…], Ла-Сейба) — гондурасский футболист, защитник, значительную часть карьеры провёл за «Олимпию» из Тегусигальпы и мексиканскую «Некаксу». Выступал за сборную Гондураса.

## Клубная карьера
Бекелес родился 28 ноября 1985 в Ла-Сейбе. Воспитанник футбольной школы местного клуба «Вида». Профессиональную футбольную карьеру начал в 2006 году в основной команде того же клуба, в которой провел пять сезонов, приняв участие в 43 матчах чемпионата. Был капитаном клуба.
В состав клуба «Олимпия» присоединился в 2011 году. 27 июля он дебютировал в матче предварительного раунда Лиги чемпионов КОНКАКАФ против «Сантос Лагуна», он сумел отличиться голом, однако его команда проиграла со счётом 3:1.
22 июля 2014 года появилась информация, что Бекелес присоединится к иранскому «Фуладу». Однако 2 августа он подписал контракт с «Боавиштой».
31 августа 2015 года Бекелес подписал годичный контракт с «Некаксой» стоимостью 1,5 млн долларов. Дебютировал за клуб 16 сентября 2015 года в матче кубка Мексики против «Сакатепека».
13 апреля 2016 года он играл в финале кубка Мексики 2016 года, «Некакса» проиграла «Веракрусу» со счётом 1:4. 7 мая 2016 года он выиграл Лигилью 2016 после того, как «Некакса» обыграла «Минерос де Сакатекас» со счётом 2:0 по сумме двух матчей. 23 июля Бекелес дебютировал в высшей лиге Мексики в матче против «Леона», игра завершилась безголевой ничьей.
В августе 2019 года Бекелес вернулся в «Олимпию».
4 декабря 2019 года было объявлено, что Бекелес станет игроком клуба-новичка MLS «Нэшвилл» в преддверии его дебютного сезона 2020 года. В главной лиге США он дебютировал 12 августа 2020 года в матче против «Далласа». По окончании сезона 2020 контракт Бекелеса с «Нэшвиллом» истёк.

## Выступления за сборную
В сентябре 2010 года Бекелес дебютировал в составе национальной сборной Гондураса в товарищеском матче против Канады.
В составе сборной был участником розыгрыша Золотого кубка КОНКАКАФ 2011 и 2013 года. Оба раза команда дошла до полуфинала. В 2011 году Гондурас уступил в экстра-таймах Мексике со счётом 2:0, а через два года — США со счётом 3:1.
25 января 2013 года Бекелес забил свой единственный гол за сборную в ворота Белиза в Центральноамериканском кубке 2013 года. Кроме него, в том матче никто не забивал.
Включён в состав сборной для участия в финальной части чемпионата мира 2014 года в Бразилии. 7 июня в товарищеском матче против Англии в Майами был удалён с поля.
Участвовал в Золотом кубке КОНКАКАФ 2019.

## Достижения
Командные
«Олимпия»
- Чемпион Гондураса: апертура 2011, клаусура 2012, апертура 2012, клаусура 2013, клаусура 2014

«Некакса»
- Победитель Ассенсо МХ: 2015/16
- Обладатель Кубка Мексики: клаусура 2018
- Обладатель Суперкубка Мексики: 2018